# Benedykt Zielonka

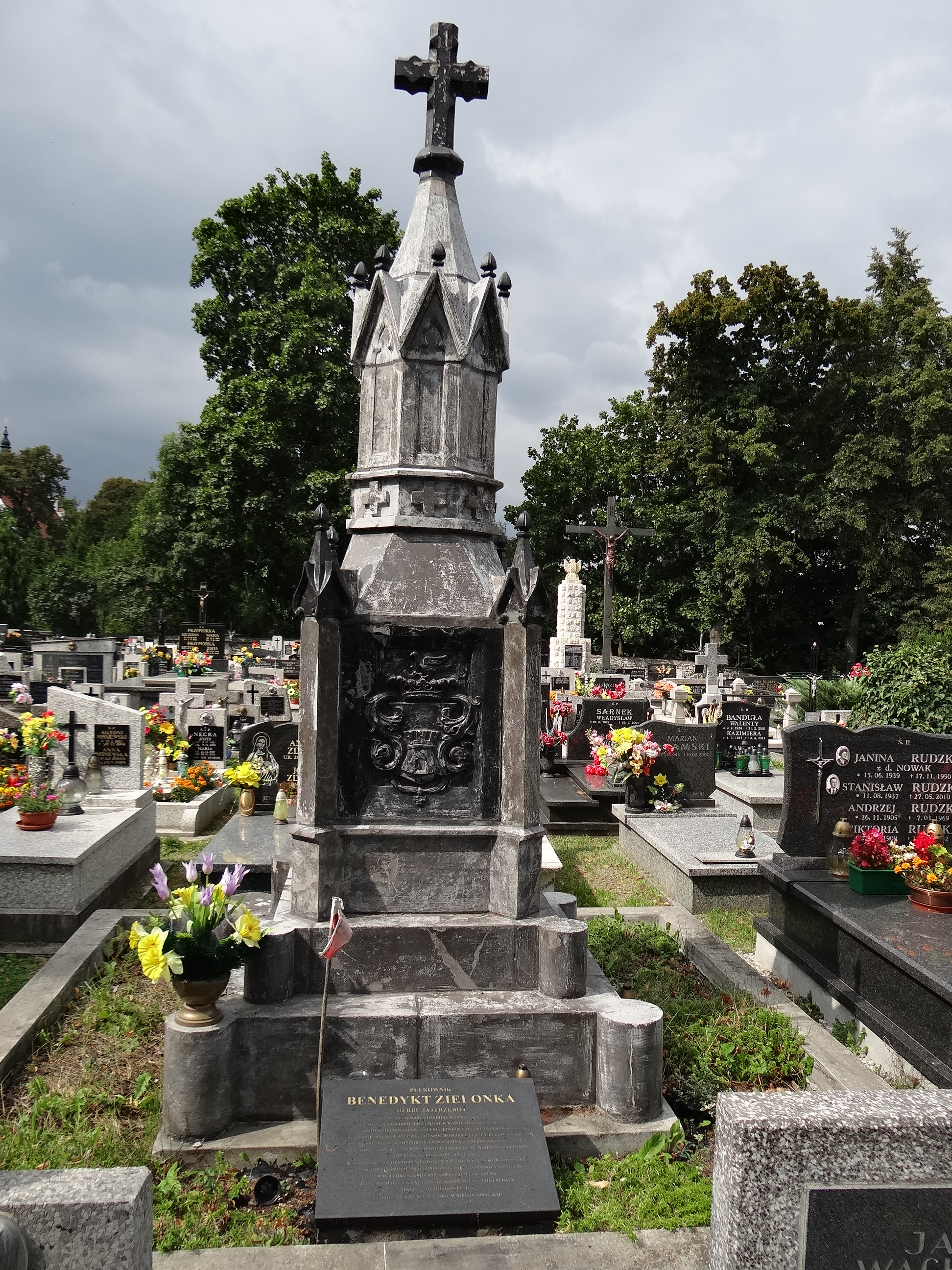
Pomnik nagrobny Benedykta Zielonki na cm. w Rudawie

Benedykt Zielonka herbu Jastrzębiec (ur. 15 marca 1785 Cenegłówka, (Wołyń); zm. 11 kwietnia 1835 Niegoszowice) – pułkownik, fligel-adiutant Jego Cesarsko-Królewskiej Mości.

## Życiorys
Syn Aleksandra Zielonki h. Jastrzębiec i Anny Markowskiej h. Bończa. Był mężem (ślub w 1823) Marii ks. Sanguszko-Kowelskiej h. Pogoń Litewska.
Benedykt Zielonka, były kapitan w pułku, później pułkownik w strzelcach konnych gwardii Królestwa Kongresowego. Strzelec i dowódca 5 Pułku Strzelców Konnych Królestwa Kongresowego. Odbył kampanię 1808–1814.
W 1830 roku został nagrodzony Znakiem Honorowym za 20 lat służby. Został odznaczony francuską Legią Honorową i Krzyżem Oficerskim Legii Honorowej.
Pułk pod dowództwem płk Benedykta Zielonki walczył m.in. w lutym 1831 roku pod Wawrem i Grochowem, w maju pod Ostrołęką, w lipcu pod Raciążem. W październiku 1831 roku wraz z resztkami polskiej armii również żołnierze 5 PSK przekroczyli granicę Królestwa Polskiego przechodząc do Prus. Osobistą decyzją cara Mikołaja I wszyscy oficerowie i żołnierze pułku zostali następnie objęci amnestią, z rosyjskich funduszy sfinansowano powrót Polaków z Prus na teren Królestwa. Płk Zielonka został odznaczony LH i krzyżem oficerskim LH. Był uczestnikiem powstania listopadowego. W 1832 kupił dwór w Niegoszowicach zostając właścicielem tej wsi, tam też zmarł. Został pochowany na cmentarzu w Rudawie. Jego imię nosi jedna z ulic w Rudawie.